# 河原インターチェンジ
河原インターチェンジ（かわはらインターチェンジ）は、鳥取県鳥取市河原町高福にある鳥取自動車道のインターチェンジ。八頭町の最寄りインターチェンジである。

## 歴史
- 2009年（平成21年）3月14日：智頭IC - 河原IC間開通に伴い、供用開始[1]。
- 2010年（平成22年）3月28日：河原IC - 鳥取IC間開通[2]。

## 周辺
- 道の駅清流茶屋 かわはら

## 接続する道路
- 直接接続
  - 鳥取県道324号河原インター線

- 間接接続
  - 国道53号・国道373号（河原バイパス）

## 河原PA
下り線の出口ランプへの途中に駐車場が設置されている。チェーン着脱場であるが道の駅清流茶屋 かわはらへはインターチェンジを降りずに道の駅を利用する事が出来る。
- 駐車場[3]
  - 大型 4台
  - 小型 28台
  - 障害者用（小型） 1台
- トイレは隣接する道の駅清流茶屋 かわはらを利用する。

## バスストップ
出口ランプへの途中に高速バス用のバスストップが設置されている。バス事業者では「河原インター」と案内される。
- 河原ICを経由する高速バスのうち、杉崎高速バス・山陰特急バス（新大阪 - 鳥取自動車道経由 - 倉吉線）を除く全路線が停車する。
- いずれの路線も上りは乗車のみ、下りは降車のみとなっており、鳥取・倉吉方面との直接の行き来はできない。

### のりば
| のりば   | 運行事業者                          | （路線・）行先 | 備考           |          |
| 高速バス | 高速バス                            | 高速バス | 高速バス       |          |
| -------- | ----------------------------------- | --- | -------------- | -------- |
| 上り線   | 日本交通 (鳥取県)                   | 鳥取エクスプレス京都号：京都駅烏丸口                                                                               | 運休中         |          |
| 上り線   | 日本交通 (鳥取県) 日本交通 (大阪府) | 山陰特急バス：神戸（三宮バスターミナル） / 大阪（阪急三番街高速バスターミナル / なんば (OCAT) / 弁天営業所 / USJ） | 夜行便は運休中 |          |
| 上り線   | 日ノ丸自動車                        | プリンセスバード号：姫路駅北口                                                                                     |                |          |
| 下り線   | 降車専用                            | 降車専用 | 降車専用       | 降車専用 |

## 隣
E29 鳥取自動車道
(6) 用瀬IC/PA/BS - (7) 河原IC/PA/BS/道の駅清流茶屋 かわはら（PAは上り線のみ） - (8) 鳥取南IC